# 은 비율
은 비율 또는 백은비(白銀比 , Silver ratio)란 두 수중 큰 수의 두 배 그리고 작은 수의 합과 큰 수의 비가 큰 수와 작은 수의 비율과 일치할 때의 비율을 말한다. 그 값은 1에 루트 2를 더한 것으로 약 2.4142135623이다.
대수적으로 정의하면 다음과 같다.
{\displaystyle {\frac {2a+b}{a}}={\frac {a}{b}}\equiv \delta _{S}}
또는
{\displaystyle 2+{\frac {b}{a}}={\frac {a}{b}}\equiv \delta _{S}}
은 비율은 다음과 같은 간단한 연분수 형태로도 표시할 수 있다.
{\displaystyle 2+{\cfrac {1}{2+{\cfrac {1}{2+{\cfrac {1}{2+\ddots }}}}}}=\delta _{S}}

황금비가 피보나치 수열의 비율의 극한값인 것과 마찬가지로 펠 수열의 비율의 극한값은 은 비율과 같다.

## 수학적 성질

백은비율 직사각형

백은비(은 비율)은  {\displaystyle {\sqrt {2}}}와 관련된 수학 상수로서 {\displaystyle 1+{\sqrt {2}}}이다.
{\displaystyle 1:1+{\sqrt {2}}}
로 그 비율이 표현된다.
백은비율{\displaystyle (\delta _{S})={{a} \over {b}}={{2a+b} \over {a}}}
수론및 대수학에서  큰 경우의 양({\displaystyle a})에대한 작은 경우의 양({\displaystyle b})과의 두 비율이 작은 양과 큰 양의 두 배가 더하여진 경우에대한 큰 양의 비율과 같으면 이것은  백은 비율 (백은비 평균 또는 백은비 상수)이 된다. 이것으로  백은 비율을 무리수인 수학 상수로 정의하며,
백은비율{\displaystyle (\delta _{S})={{2a+b} \over {a}}={{a} \over {b}}}
{\displaystyle 2+{{b} \over {a}}={{a} \over {b}}=\delta _{S}}
{\displaystyle 2+{{1} \over {\delta _{S}}}=\delta _{S}}
{\displaystyle 2\delta _{S}+1={\delta _{S}}^{2}}
{\displaystyle {\delta _{S}}^{2}-2\delta _{S}-1=0}
{\displaystyle {\delta _{S}}^{2}-2\delta _{S}-1=(\delta _{S}-1)^{2}-2}
따라서
{\displaystyle (\delta _{S}-1)^{2}=2}
{\displaystyle {\sqrt {(\delta _{S}-1)^{2}}}={\sqrt {2}}}
{\displaystyle \delta _{S}-1={\sqrt {2}}}
{\displaystyle \delta _{S}=1+{\sqrt {2}}}
따라서
{\displaystyle \delta _{S}=1+{\sqrt {2}}=2.41421356237\dots }
수학자 들은 2의 제곱근 그리고 그 수렴, 정사각수이면서 삼각수인 사각 삼각 수, 펠 (Pell) 수, 팔각형 등의 연결 문제 때문에 그리스 시대 이후 백은 비율을 연구했다.

## 황금비율과 백은비율의 유사성
황금비율
{\displaystyle {{a+b} \over {a}}={{a} \over {b}}=\varphi }
백은비율
{\displaystyle {{2a+b} \over {a}}={{a} \over {b}}=\delta _{S}}

## 도형속의 백은비
|                                              | {\displaystyle \qquad } |  |
| {\displaystyle \qquad }정팔각형에서의 백은비 | {\displaystyle \qquad } |  |

- 황금비
- 펠 방정식
- 금강비(닮음비)
- {\displaystyle {\sqrt {2}}}

## 같이 보기
- 황금비

## 참고
1. ↑  (OEIS)http://oeis.org/A014176

- (매스월드)https://web.archive.org/web/20181227073003/http://mathworld.wolfram.com/SilverRatio.html
- (OEIS)http://oeis.org/A014176
- (OEIS)http://oeis.org/A179807